# Безводный (остров)
Безводный — остров в составе архипелага Новая Земля. Относится к территории городского округа Новая Земля Архангельской области России.
Расположен в заливе Храмченко Карского моря у восточного побережья острова Северный.
Первоначально назван в 1936 году начальником полярной экспедиции С. Д. Лаппо как остров Бубнова в честь радиста гидрографической шхуны «Политотделец». С 1938 года на картах отмечается под современным названием.